# Rösti

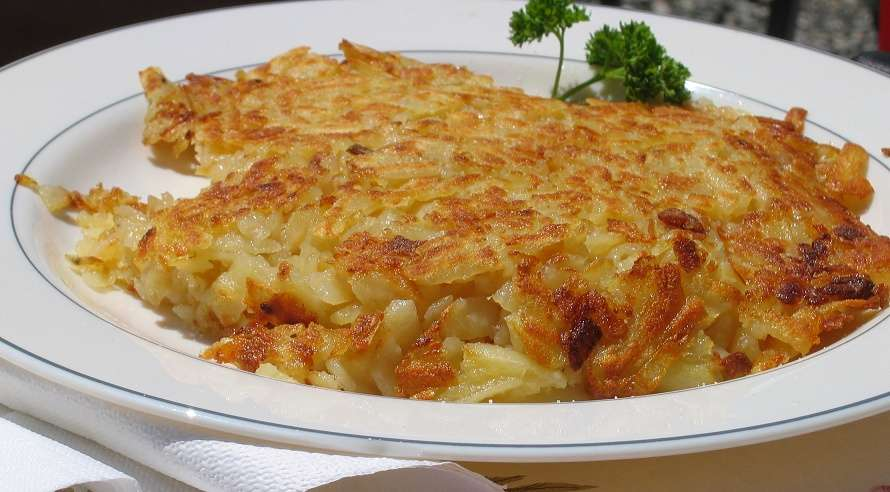
Rösti

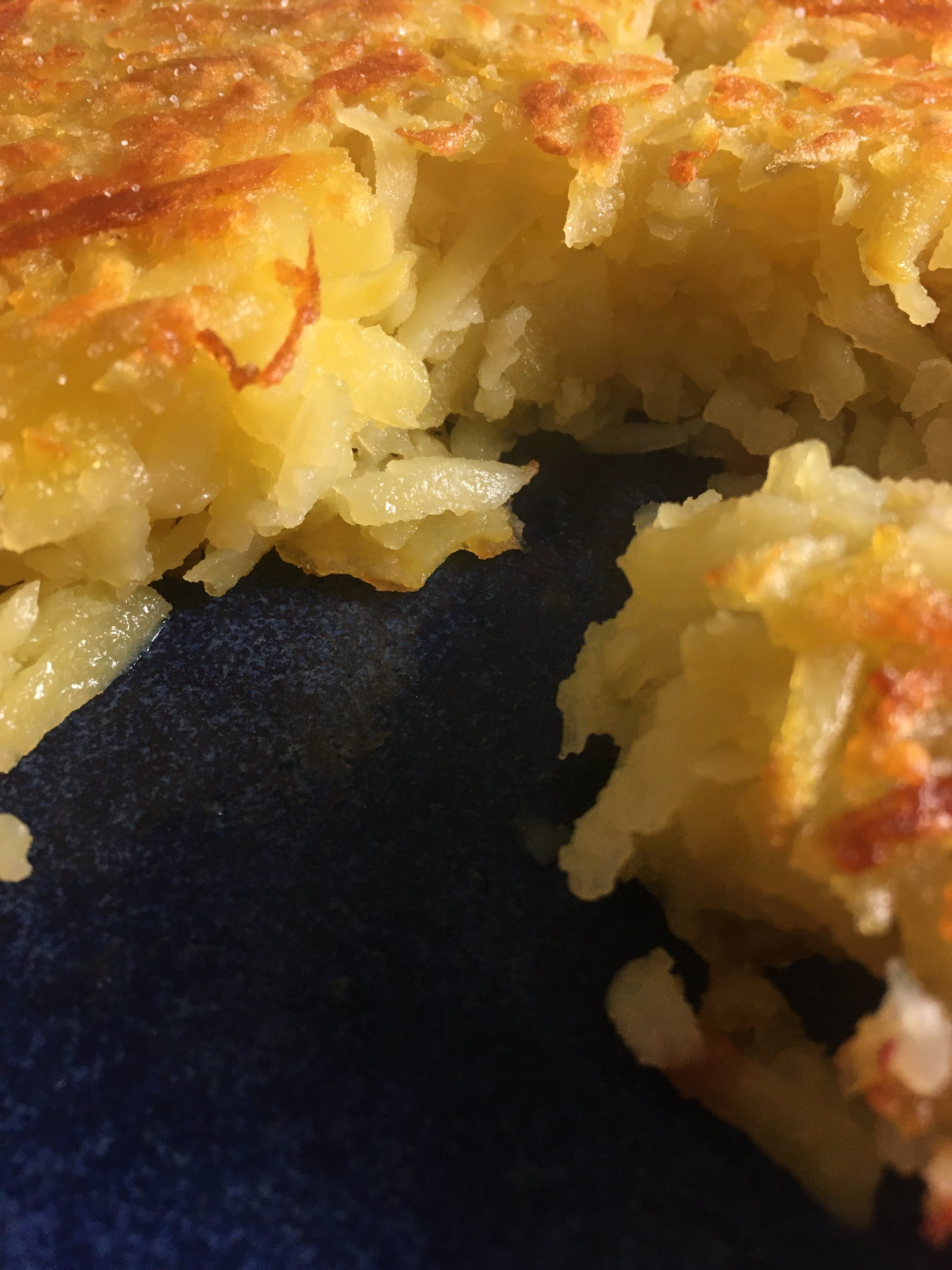
Richtig zubereitet ist die Rösti aussen knusprig und innen weich.

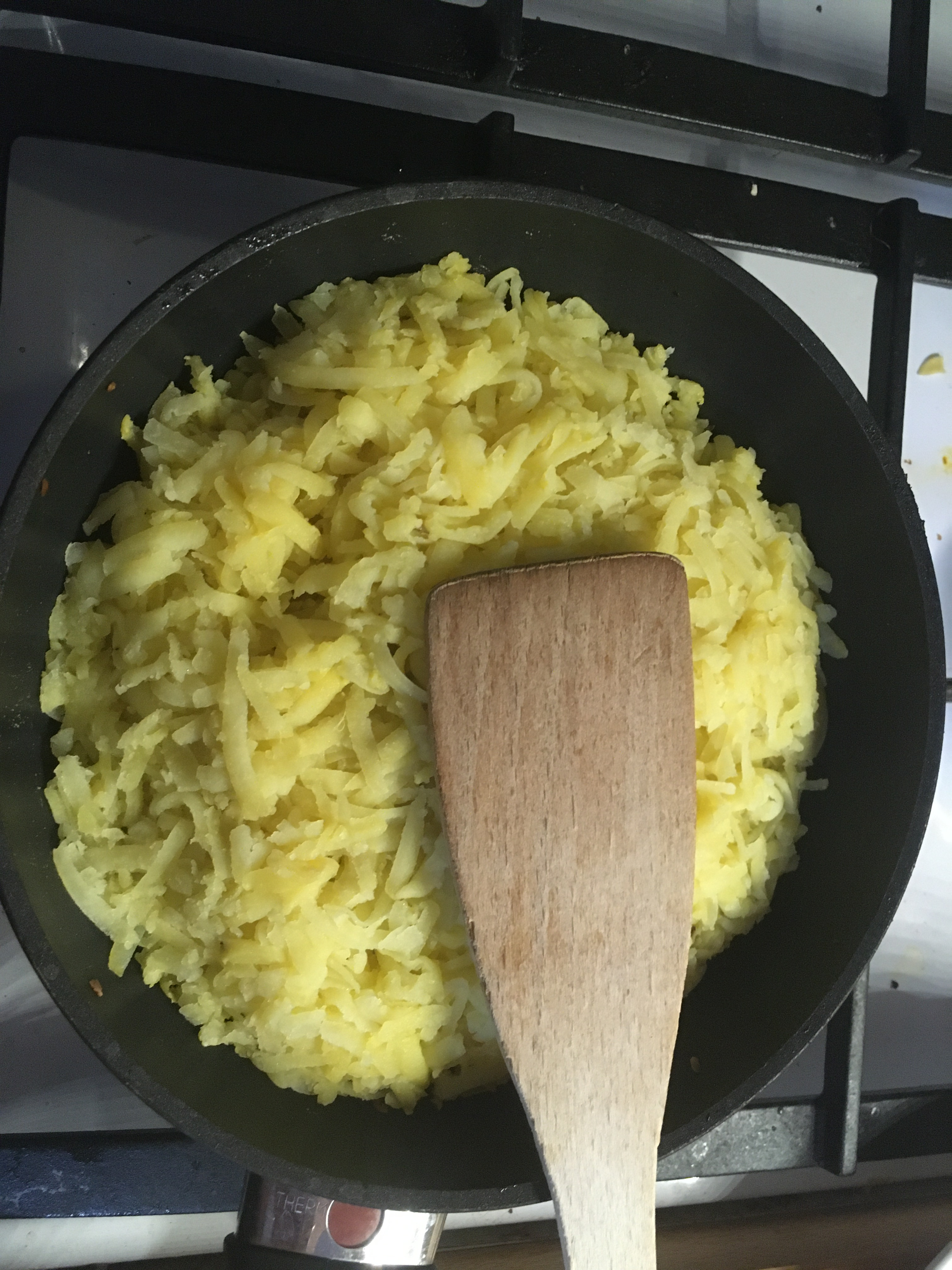
Rösti besteht aus geriebenen Kartoffeln.

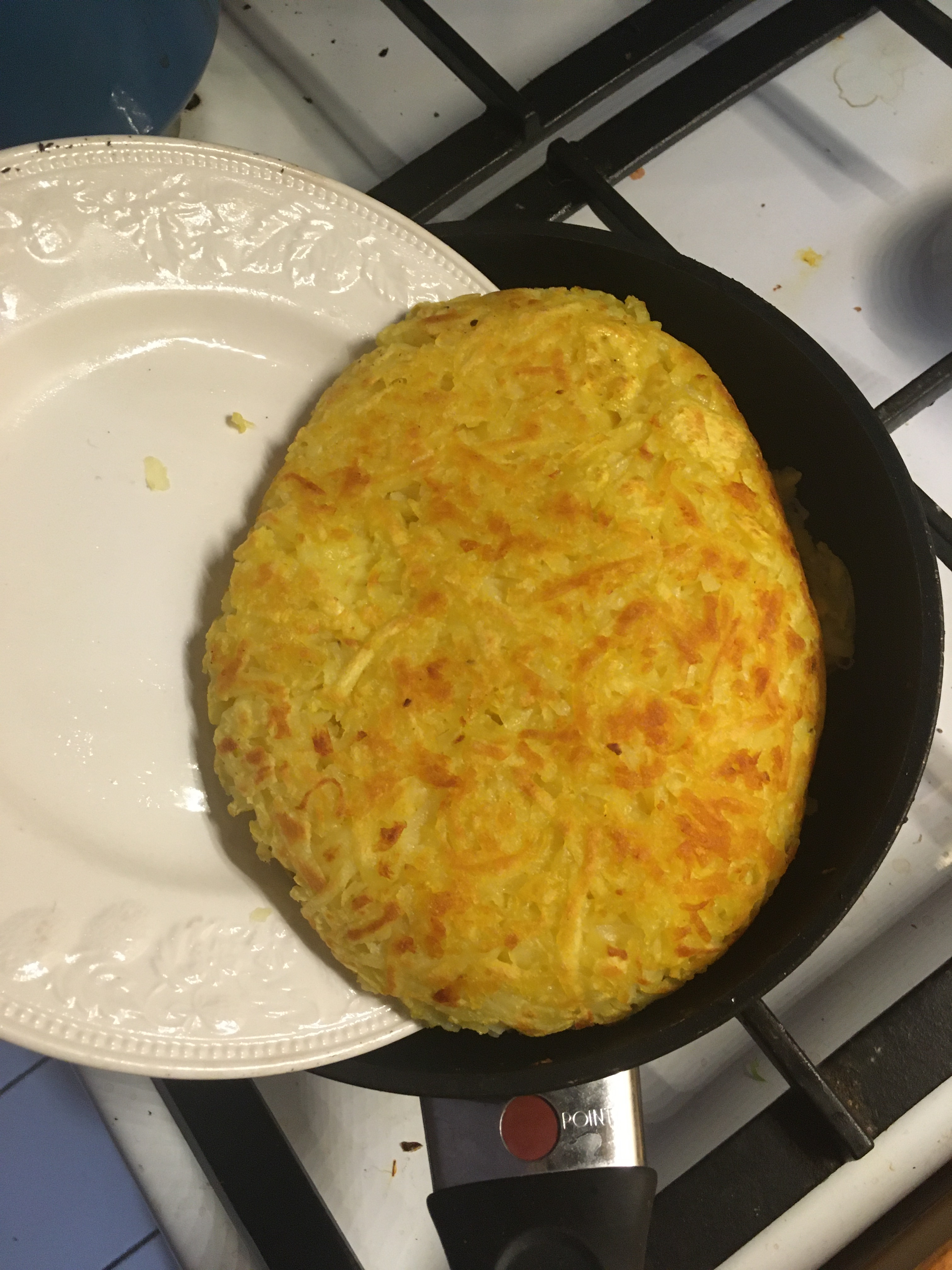
Rösti wird mithilfe eines Tellers gewendet.

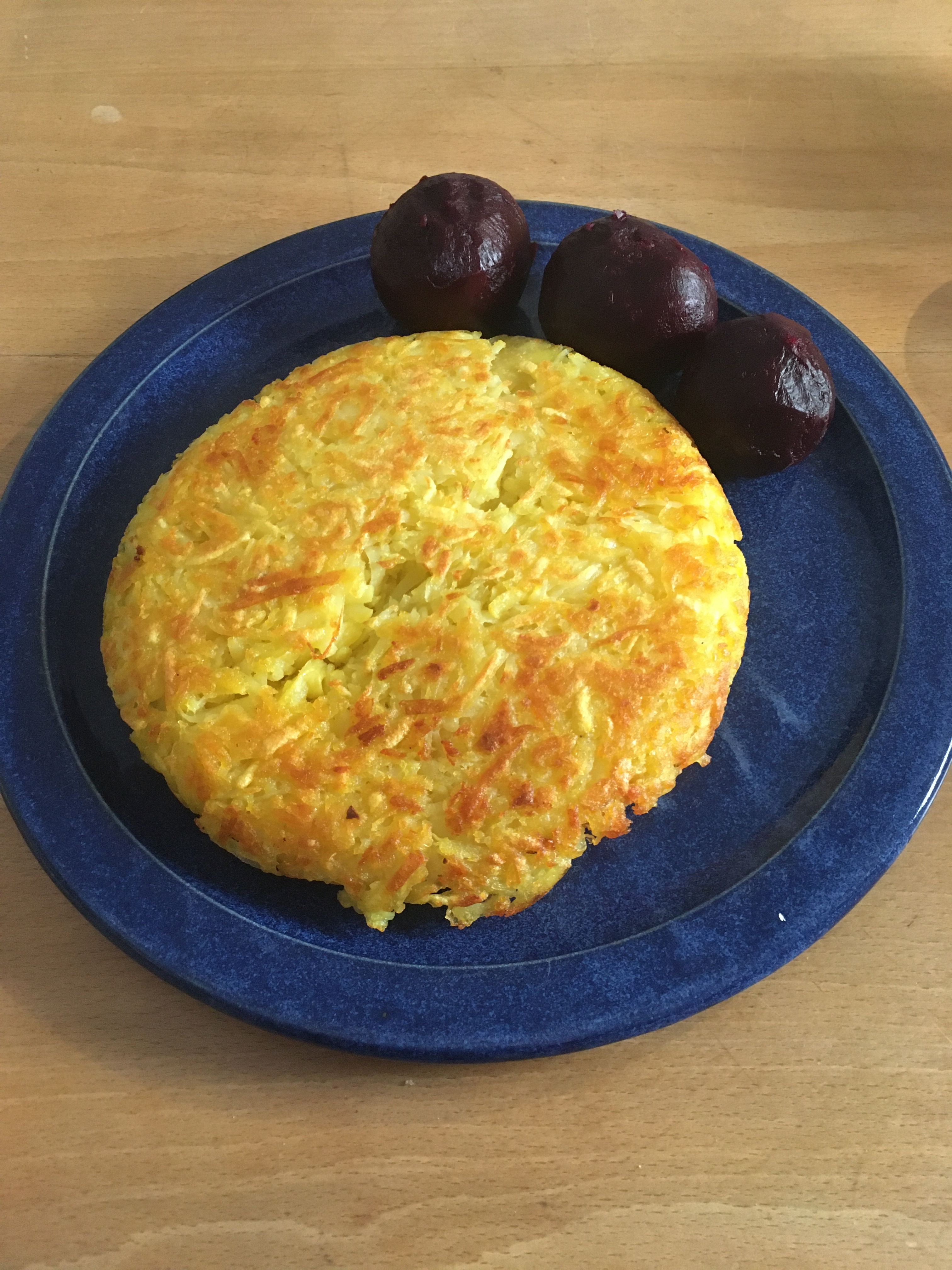
Rösti.

Die Rösti (Einzahl, ausserhalb der Schweiz auch das Rösti) ist eine Kartoffel-Spezialität der Deutschschweizer Küche. Die alemannische Aussprache im Schweizerdeutschen und im südbadischen Raum lautet [ˈrøːʃtɪ] («Rööschti» – also mit langem «ö» sowie «sch» statt «s»); statt Rösti ist deshalb vereinzelt auch die Schreibweise Röschti zu finden. Das lange «ö» gilt auch in der schweizerhochdeutschen Aussprache ([ˈrøːsti]).
Die Rösti ist ein flacher, in heisser Butter oder Butterreinfett in der Pfanne sautierter Fladen aus geriebenen Kartoffeln.

## Zubereitung und Varianten
Rösti kann aus rohen oder gekochten Kartoffeln (Gschwellti) hergestellt werden. Berner Rösti wird stets aus gekochten zubereitet, die Zürcher Rösti in der Regel aus rohen Kartoffeln.
Klassische Variante: am Vortag gekochte Pellkartoffeln werden geschält, grob gerieben, in heisser Butter sautiert, umgewendet und fertig gebraten. Berner Rösti werden aus kurz gekochten Kartoffeln und zusätzlich mit Speck und Zwiebeln in Butter sautiert. Die Berner Rösti wird – wenn sie schon beidseitig gebacken ist – mit ein paar Esslöffeln Milch übergossen und dann beidseitig nochmals goldbraun fertig gebraten. Für die Variante aus rohen Kartoffeln werden diese geraspelt, abgespült und ‑getrocknet, dann in Butterschmalz auf beiden Seiten sautiert bis sich eine Kruste bildet.
Die Rösti gilt als klassische Beilage zu Zürcher Geschnetzeltem.
Um die richtige Herstellung der Rösti gibt es in der Schweiz Meinungsverschiedenheiten, insbesondere in der Frage, ob rohe oder vorgekochte Kartoffeln verwendet werden sollen und welche Kartoffelsorte am besten geeignet ist (mehlig kochende sind weniger gut dazu geeignet). Ist die Rösti Beilage zu einem Fleischgericht mit Sauce, muss sie saugfähig sein; in diesem Fall sollte sie vorzugsweise aus vorgekochten Kartoffeln hergestellt werden.
Zum Wenden der Rösti gibt es traditionell aus Keramik gefertigte Röstiteller, die mit Bauernmalerei gestaltet und auch als Wandteller verwendet werden.

## Wortherkunft und weitere dialektale Bezeichnungen
Rösti ist ein Verbalabstraktum zu schweizerdeutsch rööschte ‚rösten‘ und bezog sich ursprünglich auf eine ganze Reihe verschiedener gerösteter Speisen. Der heutige Sprachgebrauch von Rösti ist so gesehen eine Kurzform für Härdöpfelrööschti ‚Kartoffelrösti‘, neben der es auch die Apfelrösti, die Birnenrösti, die Brotrösti oder die Eierrösti (‚zerhacktes Fleisch in Butter und Eiern gebraten‘) gibt oder gab.
Das Wort Rösti ist bernisch-solothurnischer Herkunft. In anderen Gegenden der Schweiz hiess die Speise gemäss dem Sprachatlas der deutschen Schweiz, dessen Daten um 1950 erhoben wurden, damals präätlet/pröötlet Härdöpfel und praate/prootni Härdöpfel (beide Typen ganz überwiegend Osthälfte der Deutschschweiz), gchocheti Härdöpfel (alpine und voralpine Schweiz), prägleti Härdöpfel (Nordwestschweiz) oder auch Härpflchoch (Wallis) sowie Brausi, Bräusi (besonders Aargau und Luzern) und Brägel, Brägù (freiburgischer Sensebezirk sowie bernisches Simmental und Saanenland). Die in der westlichen Deutschschweiz übliche Einwortbezeichnung deckte dabei weitgehend das gleiche Gebiet ab, wo die Rösti als Frühstücksgericht jeden Morgen auf den bäuerlichen Tisch kam; die zweigliedrigen Bezeichnungen hingegen galten dort, wo die Rösti als Frühstücksgericht unbekannt war oder von andern Gerichten wie Mais konkurrenziert wurde. Gefördert durch Markt und Gastronomie, verbreiteten sich seit den Aufnahmen für den Sprachatlas sowohl die Sache wie auch das Wort Rösti bzw. Rööschti allerdings in der ganzen Deutschschweiz: Von den um 1950 erhobenen anderen Bezeichnungen konnten bei einer 2008 von der Universität Zürich und dem Schweizerischen Idiotikon gemeinsam durchgeführten Online-Befragung nur noch Reste gefunden werden; am besten hielt sich Brägù im freiburgischen Sensebezirk. Erneute Aufnahmen aus der Zeit um 2020, die an der Universität Bern für den Dialäktatlas – 1950 bis heute gemacht wurden, ergaben ein noch weiter vereinheitlichtes Bild.

## Verwandte Gerichte
Die Hash Browns der US-amerikanischen Küche sind mit der Rösti verwandt. Ähnlichkeit besteht auch zum Kartoffelpuffer der deutschen Küche, der jedoch immer zusätzlich mit Mehl und Ei gebunden wird. Auch die spanische Tortilla besteht im Grundrezept aus Ei und Kartoffeln. Da die Kartoffeln aber dort in Scheiben geschnitten und nicht gerieben werden, erfolgt die Bindung durch die Eiermasse. Es handelt sich daher um ein Kartoffelomelett.
In den Hochvogesen in Frankreich wird ein verwandtes Gericht, mit oder ohne Zugabe von Mehl und Ei, Râpés im romanischen Dialekt und Hartäpfelkiechle im oberelsässischen Dialekt genannt. Die Râpés sind allerdings in ihrer Form kleiner und erinnern deshalb mehr an die deutschen Kartoffelpuffer. Râpés stehen in der touristischen Saison auf allen Speisekarten der Berggasthöfe (Fermes-auberges) auf den  Almen der Vogesen. Im übrigen Lothringen werden Râpés oder Beignets Râpés hauptsächlich mit Mehl und Ei gebunden.

## Röstigraben
Die Grenze zwischen der deutsch- und der französischsprachigen Schweiz wird scherzhaft-ironisch als Röstigraben bezeichnet. Unter Romands werden in der Umgangssprache auch Deutschschweizer als Les Röschtis bezeichnet, v. a. wenn sie bünzlig auftreten.